# Amsterdam (filme)
Amsterdam (bra: Amsterdam; prt: Amesterdão) é um filme de drama americano dirigido, produzido e escrito por David O. Russell, apresentando um elenco composto por Christian Bale, Margot Robbie, John David Washington, Rami Malek, Chris Rock, Zoë Saldaña, Anya Taylor-Joy, Michael Shannon, Taylor Swift, Timothy Olyphant, Alessandro Nivola, Matthias Schoenaerts, Andrea Riseborough, Mike Myers e Robert De Niro.
Amsterdam foi lançado nos Estados Unidos em 7 de outubro de 2022.

## Sinopse
Situado nos anos 30, o filme segue três amigos : um doutor, uma enfermeira e um advogado que testemunham um assassinato, porém acabam tornam-se suspeitos do assassinato.

## Elenco
- Christian Bale como Burt Berendsen
- Margot Robbie como Valerie Voze
- John David Washington como Harold Woodman
- Alessandro Nivola como Det. Hiltz
- Robert De Niro como Gilbert Dillenbeck
- Andrea Riseborough como Beatrice Vandenheuvel
- Chris Rock como Milton King
- Rami Malek como Tom Voze
- Michael Shannon como Henry Norcross
- Matthias Schoenaerts como Det. Lem Getwiller
- Anya Taylor-Joy como Libby Voze
- Timothy Olyphant como Tarim Milfax
- Zoë Saldaña como Irma St. Clair
- Mike Myers como Paul Canterbury
- Ed Begley Jr. como Bill Meekins
- Taylor Swift como Elizabeth Meekins
- Beth Grant como Sra. Dillenbeck
- Casey Biggs como Augustus Vandenheuvel
- Colleen Camp como Eva Ott
- Leland Orser as Mr. Nevins
- Tom Irwin as Mr. Belport
- Dey Young as Alvelia Vandenheuvel

## Produção
Foi anunciado em janeiro de 2020 que David O. Russell escreveria e dirigiria um filme sem título estrelado por Christian Bale para New Regency, com as filmagens previstas para começarem em abril. Margot Robbie e Michael B. Jordan foram escalados em fevereiro. Além disso, Jennifer Lawrence foi considerada para o papel de Robbie, enquanto Jamie Foxx foi considerado para o de Jordan. Angelina Jolie recusou um papel enquanto Michael Shannon, Mike Myers e Robert De Niro estavam em negociações para se juntarem ao elenco. Em outubro, John David Washington se juntou ao elenco, substituindo Jordan, que desistiu devido a conflitos de agenda, com as filmagens adiadas como resultado da pandemia de COVID-19. As filmagens começaram em janeiro de 2021 em Los Angeles, com Rami Malek, Zoë Saldaña, Robert De Niro, Mike Myers, Timothy Olyphant, Michael Shannon, Chris Rock, Anya Taylor-Joy, Andrea Riseborough, Matthias Schoenaerts e Alessandro Nivola sendo adicionados ao elenco. Em junho, Taylor Swift foi revelada como parte do elenco.
As filmagens terminaram em março de 2021. Em abril de 2022, na CinemaCon, o título do filme foi revelado como Amsterdam.

## Lançamento
Amsterdam estava agendado para ser lançado nos Estados Unidos em 4 de novembro de 2022, mas teve seu lançamento antecipado para 7 de outubro de 2022.
No Brasil, o filme foi lançado em 6 de outubro de 2022.

## Recepção
O público pesquisado pelo CinemaScore deu ao filme uma nota média de "B" em uma escala de A+ a F, enquanto os do PostTrak deram ao filme uma pontuação geral positiva de 72%.
No consenso do agregador de críticas Rotten Tomatoes diz: "tem um monte de grandes estrelas e uma trama muito movimentada, o que equivale a dolorosamente menos do que a soma de suas partes deslumbrantes." Na pontuação onde a equipe do site categoriza as opiniões da grande mídia e da mídia independente apenas como positivas ou negativas, o filme tem um índice de aprovação de 34% calculado com base em 171 comentários dos críticos. Por comparação, com as mesmas opiniões sendo calculadas usando uma média aritmética ponderada, a nota alcançada é 5,1/10. Em outro agregador, o Metacritic, que calcula as notas das opiniões usando somente uma média aritmética ponderada de determinados veículos de comunicação em maior parte da grande mídia, tem uma pontuação de 47/100, alcançada com base em 43 avaliações da imprensa anexadas no site, com a indicação de "revisões mistas ou neutras".